# 브롱크스 동물원

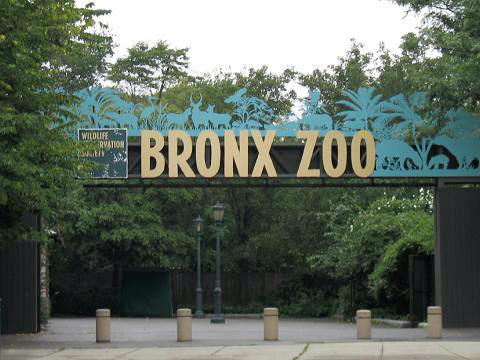
동물원 입구

브롱스 동물원(Bronx Zoo)은 미국의 뉴욕주 브롱스에 위치한 동물원이다. 수많은 종류의 동물들이 존재하며 영국의 런던 동물원에 이어 세계에서 2번째로 큰 동물원이다. 1899년 11월 8일에 개설되었다.